# Curtis Fuller
Curtis DuBois Fuller (15 de diciembre de 1932 - 8 de mayo de 2021) fue un trombonista de jazz y compositor estadounidense. Fue el trombonista más destacado de la era del hard bop, conocido por su destreza técnica y su ingenio rítmico. Formó parte de los Jazz Messengers, los Jazztet y las orquestas de Dizzy Gillespie, Count Basie y Quincy Jones, grabó cerca de 30 álbumes como líder, acompañando también a los más conocidos músicos de jazz en más de un centenar de grabaciones como músico de sesión.

## Primeros años e influencias
Curtis Fuller nació en Detroit el 15 de diciembre de 1932. (Su año de nacimiento aparece incorrectamente consignado como 1934 a lo largo de su vida -una discrepancia que no se aclaró hasta después de su muerte-, en parte porque a los 17 años había exagerado su edad en dos años para poder incorporarse al mundo laboral). Hijo de inmigrantes jamaicanos, su padre, John Fuller, era un trabajador de la fábrica Ford Motor Company que murió de tuberculosis mientras su mujer estaba embarazada. Su madre, Antoinette Heath Fuller, falleció en 1942, dejando a Curtis con 10 años de edad separado de su hermano y hermana mayores, al cuidado de la Children's Aid Society, un orfanato jesuita del centro de Detroit, donde pasó su infancia.
Su interés por el jazz se despertó con 12 años, cuando una monja del orfanato le llevó a ver la banda de Illinois Jacquet en el Teatro Paradise de Detroit, donde quedó impresionado por el trombonista de la banda, J.J. Johnson y el instrumento que éste tocaba. Poco después, vio actuar a otro trombonista de Detroit, Frank Rosolino y quedó igualmente cautivado.
Aunque en el orfanato empezó tocando el violín, se desanimó después de que un profesor le dijera que era un instrumento inadecuado para los negros. Después quiso pasarse al saxofón pero no tenían ninguno disponible, así que con 16 años eligió el trombón para tocar en la banda del orfanato, donde recibió algunas lecciones de Rosolino y de Elmer James que entonces era el trombonista bajo de la orquesta sinfónica de Detroit.
Como él mismo reconoció, su educación en un instituto público en Detroit le permitió conocer y tocar con otros estudiantes y músicos contemporáneos como eran Paul Chambers, Donald Byrd, Tommy Flanagan, Thad Jones, Milt Jackson, Barry Harris, Tommy Flanagan, Kenny Burrell, Pepper Adams, Lucky Thompson, Yusef Lateef, Roland Hanna, Louis Hayes, Charles McPherson y los hermanos  Hank, Elvin y Thad Jones, lo cual le influyó para convertirse en un músico de jazz.
Se pasó al bombardino barítono en la Cass Technical High School, aunque siguió estudiando el trombón por su cuenta durante una breve estancia en la Universidad Wayne State de Detroit, donde compartió habitación con Joe Henderson.

## Carrera profesional
Reclutado para el servicio militar en 1953, Fuller fue destinado a la base de Fort Knox y tocó en la 36th Army Dance Band que estaba dirigida por Julian "Cannonball" Adderley. Su paso por esta banda le ayudó a mejorar su técnica con el trombón hasta convertirse en un profesional virtuoso y de la que siempre tuvo buen recuerdo, como confesaba en una entrevista con el periodista de jazz, Les Tomkins, en 1976:

“Había mucha gente buena allí: Junior Mance era el secretario de la compañía; Nat Adderley y Paul Chambers también estaban en la banda. No sólo tocábamos jazz, sino también música clásica, música de marcha: había una gran variedad; las oportunidades eran ilimitadas. Muy bueno: lo recomiendo a cualquiera.”

Tras su licenciamiento en 1955, Fuller regresó a Detroit y se estableció en la fecunda escena del jazz de esa ciudad, tocando en las bandas dirigidas por el guitarrista Kenny Burrell y el multinstrumentista Yusef Lateef.
Fuller realizó su primera grabación a los 21 años en Cambridge, Massachusetts, el 20 de abril de 1956, en una sesión organizada por el productor musical Tom Wilson para su nuevo sello Transition, en lo que sería el álbum de debut de Paul Chambers, ‘Chamber’s Music -A Jazz Delegation From The East-’, junto con otros miembros de la banda de Miles Davis (Pepper Adams, Kenny Drew, John Coltrane y Philly Joe Jones entre otros). Fuller grabó en 3 temas que se incluyeron en la edición en CD de Blue Note de 1989 y no estaban en el LP original editado en 1956 por el sello Jazz West.
En abril de 1957 viaja a Nueva York con el firme propósito de unirse a la banda de Miles Davis, que por aquel entonces actuaba en el Café Bohemia. Miles le habría ofrecido a Fuller un puesto en su banda “cuando quisiera” tras haber quedado impresionado por la forma de tocar de Fuller en jam sessions en la que habría participado en su visita a Detroit, donde le llevó Paul Chambers por entonces el contrabajista de su quinteto. Aunque no llegó a formar parte de la banda de Miles, Fuller se relacionó con otros buenos músicos de jazz que no tenían trabajo estable en Nueva York, pero que se mantenían con las innumerables sesiones de grabaciones discográficas que habían entonces. Al igual que otros jóvenes de Detroit que acudían en masa a Nueva York, en el caso de Fuller, la combinación de swing, intelecto, alma, imaginación melódica y técnica vertiginosa al trombón eran un regalo para la escena musical de la ciudad.
Se unió al sexteto de Lateef para grabar dos discos para Savoy y un tercero para Verve. En mayo de 1957, después de llevar un mes en la ciudad, grabó el álbum ‘On The Sunny Side’ con el saxofonista tenor Paul Quinichette e hizo sus primeras grabaciones como líder: dos discos de quinteto para Prestige con Sonny Red al saxo alto en los que también participaron otros músicos que conocía de Detroit. Casi inmediatamente se convirtió en el principal trombonista del movimiento hard bop, un subgénero del jazz que enfatiza sus raíces en el blues y el gospel, al tiempo que ofrecía unas melodías nítidas.
El gerente y fundador de Blue Note Records, Alfred Lion, ya lo había escuchado por primera vez tocando con Miles Davis a finales de la década de 1950, y lo incluyó como acompañante en las grabaciones de Sonny Clark y de John Coltrane para su sello discográfico. El 15 de septiembre de 1957 tuvo uno de los momentos más importantes de sus colaboraciones como músico de sesión, durante la grabación del legendario álbum de John Coltrane, y que da título al disco: ‘Blue Train’. Fuller desempeñó un papel fundamental en este tema tocando cinco coros de gran virtuosismo reconocido por la crítica como uno de los solos de trombón más célebres de la historia del jazz. Además de este álbum, Fuller grabó 4 discos para Blue Note como músico de sesión con Slide Hampton, Wayne Shorter, Lee Morgan y Joe Henderson, siendo el único trombonista que grabó en este sello discográfico acompañando a Coltrane, Bud Powell y Jimmy Smith. 
A finales de 1957 ya había participado en más de 21 grabaciones, tanto como solista como músico de sesión acompañando a los más relevantes músicos de jazz del momento.
A principios de la década de 1960, una vez finalizadas sus obligaciones con Blue Note, Fuller grabó dos álbumes como líder para Impulse! Records, tras haber grabado también para Savoy Records y Epic. En 1960, al mismo tiempo que  tocaba en la Orquesta de Quincy Jones, Curtis Fuller formó parte de las dos bandas de hard bop más importantes del momento siendo el primer trombonista que se unió al Jazztet de Art Farmer y Benny Golson, y en 1961 se convirtió en el sexto componente de los Jazz Messengers liderado por el baterista Art Blakey, con quien estuvo hasta 1965 y donde compuso 3 de los temas más conocidos de Fuller: “A la Mode”, “Three Blind Mice” y “Buhaina’s Delight” y que se incluyeron en el repertorio habitual de los Jazz Messengers. En los Messengers, el estilo de Fuller evolucionó, pasando del hard bop blusero a un post-bop más progresivo con nuevas capas de complejidad armónica. Con Blakey su forma de tocar se volvió más concentrada rítmicamente. Según el propio Fuller, en su entrevista con Mark Stryker recogida en su libro de 2019 “Jazz From Detroit”: 

“Lo más creativo que ibas a tocar nunca en tu vida era con Art Blakey. Mucha gente era genial, pero Art era una institución cuando se trataba de poner la alfombra del ritmo y el swing.”

Sin embargo, después de dejar los Messengers el trabajo se redujo a un goteo. Aunque Fuller terminó el año 1968 en una gira europea con la big band de Dizzy Gillespie, empezó con un trabajo de oficina en la Chrysler Corporation en Nueva York y con actuaciones ocasionales como músico independiente.
Durante los años 70, experimentó durante un tiempo tocando arreglos de hard bop en una banda con instrumentos electrónicos, y encabezando un grupo con el guitarrista Bill Washer, el bajista Stanley Clarke y el pianista George Cables, etapa que concluyó en 1973 con la publicación del álbum ‘Crankin’.
El trabajo estable comenzó de nuevo en 1975, cuando se unió a la orquesta de Count Basie durante un periodo de tres años, a través del cual llegó a conocer a Frank Sinatra y Tony Bennett.  Después de dejar a Basie en 1978, Fuller mantuvo el impulso, en 1979-80 colidera con Kai Winding el quinteto “Giant Bones” y en 1981 entra a formar parte de otro sexteto llamado "Timeless All-Stars", una banda creada por el productor y músico holandés Wim Wight para promocionar en 1982 su sello discográfico Timeless Records, con el que graba 2 álbumes y sale de gira hasta 1986, acompañando a Cedar Walton al piano, Harold Land al saxo tenor, Bobby Hutcherson al vibráfono, Buster Williams al contrabajo y Billy Higgins a la batería.
El diagnóstico de cáncer de pulmón frenó la carrera profesional de Fuller en los años 90, pero venció la enfermedad y se recuperó a finales de la década, trabajando con Benny Golson, y luego publicó nuevos discos como líder con su propio nombre en los 2000. Aun así, aparecieron nuevos problemas de salud que afectaron a su dentadura. Empezó a trabajar más en el mundo académico que en los escenarios, convirtiéndose en miembro del profesorado de la Escuela de Música Hartt de la Universidad de Hartford y del programa Betty Carter Jazz Ahead del Kennedy Center de Washington D. C. y en 1999 fue nombrado doctor honoris causa por el Berklee College of Music. En 2007, Fuller fue nombrado N.E.A. Jazz Master, el mayor reconocimiento honorífico oficial en Estados Unidos para un músico de jazz vivo.
Sin embargo, todavía hizo algunas impresionantes actuaciones en vivo y grabaciones,  a principios de la década de 2010, como fue el conmovedor álbum ‘The Story Of Cathy & Me’ (Challenge Records), que grabó en homenaje a su esposa, Catherine Rose Driscoll, después de que ésta falleciera de cáncer de pulmón en 2010 y poco tiempo después, grabó el que fuera su último álbum ‘Down Home’ publicado en el sello Capri Records en el año 2012.

## Últimos años
Curtis Fuller, falleció el 8 de mayo de 2021 en una residencia de ancianos de Detroit, Michigan, a la edad de 88 años.  No se reveló la causa de la muerte; sin embargo, Fuller llevaba unos cinco años inactivo como músico debido a diversos problemas de salud.
Además de su hija Mary, le sobreviven otros siete hijos de sus dos matrimonios, Ronald, Darryl, Gerald, Dellaney, Wellington, Paul y Anthony; nueve nietos y 13 bisnietos. Su primer matrimonio, con Judith Patterson, acabó en divorcio. Su segunda esposa, Catherine Rose Driscoll, falleció en 2010, tras 30 años de matrimonio.

## Estilo musical
Curtis Fuller fue el trombonista preeminente de la era del hard bop conocido por su destreza técnica -especialmente su habilidad para articular intervalos amplios- y su ingenio rítmico. El tono grande de Fuller añadía profundidad y amplitud a la primera línea de trompeta y saxofón que se había convertido en instrumentos habituales del hard bop. Su estilo se caracterizaba por tener un sonido poderoso, una considerable precisión en sus ejecuciones, sus notas bien desligadas y sobre todo la soltura que exhibe en los tempos rápidos, lo que hacía de él un instrumentista técnicamente muy avanzado, en la línea de J.J. Johnson y Kai Winding.
Sus raíces musicales hay que buscarlas en el blues aunque Fuller agregaba a sus cualidades, compatibles con el funk, un sentido de la melodía que impregna la mayor parte de sus improvisaciones, durante las que inventa frases dignas de un trompetista.

## Discografía

### Como líder o colíder
| Año lanzamiento | Año grabación | Título                                                          | Sello discográfico  | Personal/Notas |
| --------------- | ------------- | --------------------------------------------------------------- | ------------------- | --- |
| 1957            | 1957          | New Trombone                                                    | Prestige            | Con: Sonny Red (as), Hank Jones (p), Doug Watkins (b) y Louis Hayes (d) |
| 1957            | 1957          | The Opener                                                      | Blue Note           | Con: Hank Mobley (ts), Bobby Timmons (p), Paul Chambers (b) y Art Taylor (d). |
| 1958            | 1957          | Bone & Bari                                                     | Blue Note           | Con: Tate Huston (bars), Sonny Clark (p), Paul Chambers (b) y Art Taylor (d). |
| 1958            | 1957          | Jazz ...It's Magic!                                             | Regent              | Con: Sonny Red (as), Tommy Flanagan (p), George Tucker (b) y Louis Hayes (d). |
| 1959            | 1959          | The Curtis Fuller Jazztet                                       | Savoy               | Con: Benny Golson (ts), Lee Morgan (tp), Wynton Kelly (p), Paul Chambers (b) y Charlie Persip (d). |
| 1959            | 1959          | Sliding Easy                                                    | United Artists      | Con: Lee Morgan (tp), Hank Mobley (ts), Tommy Flanagan (p), Paul Chambers (b) y Elvin Jones (d). |
| 1960            | 1959          | Blues-ette                                                      | Savoy               | Con: Benny Golson (ts), Tommy Flanagan (p), Jimmy Garrison (b) y Al Harewood (d). |
| 1960            | 1959          | Imagination                                                     | Savoy               | Con: Benny Golson (ts), Thad Jones (tp), McCoy Tyner (p), Jimmy Garrison (b) y Dave Bailey (d). |
| 1960            | 1960          | Images Of Curtis Fuller                                         | Savoy               | Con: McCoy Tyner (p), Wilbur Harden (tp), Yusef Lateef (ts, fl), Lee Morgan (tp), Milt Hinton (b, en temas 1-4 y 6-7), Jimmy Garrison (b, en temas 5 y 8), Bobby Donaldson (d, en temas 1-4 y 6-7) y Clifford Jarvis (d, en temas 5 y 8). |
| 1961            | 1957          | Curtis Fuller Volume 3                                          | Blue Note           | Con: Art Farmer (tp), Sonny Clark (p), George Tucker (b) y Louis Hayes (d). |
| 1961            | 1960          | Boss of the Soul-Stream Trombone                                | Warwick Records     | Con: Freddie Hubbard (tp), Yusef Lateef (ts), Walter Bishop Jr. (p), Buddy Catlett (b) y Stu Martin (d). |
| 1961            | 1961          | South American Cookin'                                          | Epic                | Con: Zoot Sims (ts), Tommy Flanagan (p), Jymie Merritt (b) y Dave Bailey (d). |
| 1961            | 1961          | The Magnificent Trombone of Curtis Fuller                       | Epic                | Con: Les Spann (fl, g), Walter Bishop Jr. (p), Buddy Catlett (b, en temas 2-4, 7 y 8), Jimmy Garrison (b, en temas 1, 5 y 6) y Stu Martin (d). |
| 1962            | 1961          | Jazz Conference Abroad - Curtis Fuller and The Jazz Ambassadors | Smash Records       | Con: Ake Persson (tb), Freddie Hubbard / Benny Bailey (tp), Phil Woods (as), Eric Dixon (ts), Sahib Shihab (bars, fl), Patti Bown (p), Buddy Catlelt (b) y Stu Martin (d). |
| 1962            | 1961          | Soul Trombone and The Jazz Clan                                 | Impulse!            | Con: Freddie Hubbard (tp), Jimmy Heath (ts), Cedar Walton (p), Jymie Merritt (b), Jimmy Cobb (d), en temas 1-4, 6) y G. T. Hogan (d, en tema 5). |
| 1962            | 1962          | Cabin in the Sky                                                | Impulse!            | Con: Hank Jones (p), Art Davis / Milt Hinton (b), Osie Johnson (d) y Orquesta con: Manny Albam (director), Al DeRisi / Bernie Glow / Freddie Hubbard / Ernie Royal (tp), Ray Alonge / Jim Buffington / Anthony Miranda / Morris Secon (tpa), Wayne Andre / Kai Winding / Alan Raph (tb), Bob Brookmeyer (vtb), Harvey Phillips (tu), Eddie Costa (vib, per), Barry Galbraith (g), Harry Lookofsky (vn) y Margaret Ross (arp). |
| 1963            | 1957          | Curtis Fuller with Red Garland                                  | New Jazz Records    | Con: Red Garland (p), Sonny Red (as), Paul Chambers (b) y Louis Hayes (d). |
| 1965            | 1957          | Curtis Fuller and Hampton Hawes with French Horns               | Status Records      | Con: Hampton Hawes (p, en temas 1-3, 5-6), Teddy Charles (p, en tema 4), Sahib Shihab (as), David Amram / Julius Watkins (tpa), Addison Farmer (b) y Jerry Segal (d). |
| 1972            | 1972          | Smokin’                                                         | Mainstream Records  | Con: Jimmy Heath (ts, ss), Bill Hardman (tp), Ted Dumbar (g), Cedar Walton (p, ep), Mickey Bass (b, eb) y Billy Higgins (d). |
| 1973            | 1973          | Crankin’                                                        | Mainstream Records  | Con: Ramon Morris (ts), Bill Hardman (tp), Bill Washer (g), George Cables (ep), Stanley Clarke (b, eb) y Lenny White (d, per). |
| 1979            | 1978          | Fire and Filigree                                               | Bee Hive Records    | Con: Sal Nistico (ts), Walter Bishop Jr (p), Sam Jones (b) y Freddie Waits (d). |
| 1980            | 1958          | Two Bones                                                       | Blue Note           | Con: Sonny Clark (p), George Tucker (b) y Charlie Persip (d). |
| 1984            | 1982          | Curtis Fuller Meets Roma Jazz Trio                              | Timeless Records    | Con: Danilo Rea (p), Enzo Pietropaoli (b) y Roberto Gatto (d). |
| 2004            | 2003          | Up Jumped Spring                                                | Delmark             | Con: Brad Goode (tp), Karl Montzka (p), Larry Gray (b, en temas 1-3, 9), Stewart Miller (b, en temas 5-8, 10-11), Tim Davis (d) y Jacey Falk (voc, en tema 10). |
| 2005            | 2003          | Keep It Simple                                                  | Delmark Records     | Con: Javon Jackson (ts), Doug Carn (p), Rodney Jorda (b) y Fritz Wise (d). |
| 2010            | 2010          | I Will Tell Her                                                 | Capri Records       | Con: Keith Oxman (ts), Al Hood (tp), Chip Stephens (p), Ken Walker (b) y Todd Reid (d). |
| 2011            | 2011          | The Story Of Cathy And Me                                       | Challenge           | Con: Daniel Bauerkemper (ts), Akeem Marable (ts, en temas 1, 3, 4, 8, 9, 14), Lester Walker (tp), Nick Rosen (p), Kenny Banks Jr. (p, en temas 1, 3, 5, 9, 14), Tia Michelle Rouse (voc, en temas 5, 11), Brandy Brewer (b), Kevin Smith (b, en temas 4, 5, 8), Henry Conerway III (d) y Clarence Levy (per). |
| 2012            | 2012          | Down Home                                                       | Capri Records       | Con: Keith Oxman (ts), Al Hood (tp, fis), Chip Stephens (p), Ken Walker (b) y Todd Reid (d). |
| 2018            | 2002          | In New Orleans                                                  | Progressive Records | Con: Javon Jackson (ts), Maurice Brown (tp), Peter Martin (p), Bill Huntington (b) y Jason Marsalis (d). |

Abreviaturas de instrumentos musicales: arp (arpa), as (saxofón alto), b (contrabajo), bars (saxofón barítono), d (batería), eb (bajo eléctrico), ep (piano eléctrico), fis (fiscorno), fl (flauta), g (guitarra), p (piano), per (percusión), ss (saxofón soprano), tb (trombón), tp (trompeta), tpa (trompa), ts (saxofón tenor), tu (tuba), vib (vibráfono), voc (vocalista), vn (violín), vtb (trombón con válvulas).